# Viktória Čerňanská
Viktória Čerňanská (* 29. března 2002, Bratislava) je slovenská sportovkyně. Reprezentuje Slovensko v bobech.

## Kariéra
Před svými šestými narozeninami začala s gymnastikou, které se věnuje již více než 8 let. Stala se několikanásobnou mistryní Slovenska v gymnastice v mládežnických kategoriích. Ve 14 letech začala s atletikou.
V lednu 2022 se v Innsbrucku stala mistryní světa v jízdě na jednokolkách do 23 let a získala bronz v kategorii do 26 let. Monobob jí poskytlo Lichtenštejnsko, protože ten její už byl na cestě do Číny na zimní olympijské hry 2022.

### Olympijské hry
Na zimních olympijských hrách 2022 v Pekingu závodila v disciplíně monobobob. Ve svých 19 letech je také nejmladší bobistkou na zimních olympijských hrách 2022. Je první bobistkou ze Slovenska. Do Pekingu se kvalifikovala díky svým umístěním ve Světové sérii.